# 相模ゴム工業
相模ゴム工業株式会社（さがみゴムこうぎょう、英: SAGAMI RUBBER INDUSTRIES CO., LTD.）は、神奈川県厚木市に本社を置く、コンドームの大手メーカーである。

## 概要
日本で最初のラテックス製コンドームを製造し、ポリウレタンを使用したコンドームを他社に先駆けて製造した。現在はオカモト、不二ラテックスについで業界3位。ヘルスケア製品事業の他にプラスチック事業と介護福祉サービス事業を展開している。第二種医療機器製造販売業を有しており、3種類の医療機器（男性向け避妊用コンドーム、人体開口部用超音波プローブカバー、精液注入用子宮カテーテル）を製造販売している。

## 沿革
- 1934年 アサヒラテックス化学研究所設立（東京目黒）[3][4]
- 1940年 北京に工場設立（戦後撤退）[2][4]
- 1944年 相模ゴム工業設立[3][4]
- 1975年 マレーシアに合弁会社設立（現 相模マニュファクチャラーズ）[2]
- 1985年 フランスのコンドームメーカー「ラジアテックス社」を買収、ヨーロッパの販売拠点とする[2]。

### 創業者・松川サクについて
創業者の松川サクは1892年（明治25年）愛甲郡小鮎村で製糸工場経営者の娘として生まれ、結婚後夫に勧め医療用品卸や薬局を興す。薬局で仕入れるコンドームの劣化に不満を持ち、夫の死後1934年（昭和9年）アサヒラテックス研究所を設立。1944年（昭和19年）12月厚木町に相模ゴム工業を設立。初代社長はアサヒラテックス設立で協力を得た薬剤師で研究家の武内重夫。1969年武内の没後松川が社長に就任、のち1973年に会長となる。
松川サクは日本ソロプチミスト初代会長、全国商工会議所婦人連合会会長などを歴任、1985年には厚木市名誉市民となっている。

## 製品

### 民生用製品
コンドーム
天然ゴムラテックス製と合成ゴムのポリウレタン製コンドームを販売している。　　　　　
「サガミオリジナル」は同社のポリウレタン製コンドームのブランドである。社名を冠したネーミングと共に、独創的な特長を有する製品として知られる。厚さ20ミクロン台の「サガミオリジナル002」と厚さ10ミクロン台の「サガミオリジナル001」がある。
また、第一三共ヘルスケア（旧・山之内製薬）が発売するコンドーム「サンシー」の製造も行っており、同社へ供給している。
ドラッグストアを主な販売チャネルとし、自社のインターネット直販サイト「サガミショップ」やアマゾン等のインターネット通販にも販売チャネルがある。コンビニでの販売はデイリーヤマザキだけでの販売となっている。　　
アダルト雑貨
１．潤滑ゼリー
・９９％水潤滑ゼリー
　成分の９９％が水でできた「よぶんなものが入っていない」性交用潤滑ゼリー
　パラベンフリーで肌や粘膜の弱い人にも安心して使える潤滑ローション
・サガミオリジナル潤滑ゼリー
　サガミオリジナルブランドの性交用潤滑ゼリー
・ポジティブサポート
　精子の活動を妨げない「妊活対応」の性交用潤滑ローション
　ゼリーの浸透圧とpHが精子の活動に適している。

2. フレグランス
・ALL YOU NEED IS LOVE
　ヒトフェロモン入り室内用香水
　二人の距離をグッと近づけるヒトフェロモン入りのルームフレグランス
妊活商品
2019年より妊活商品の発売を開始しており、３種類の商品を販売している。
主にネット通販で購入できる。

・ポジティブサポート
　精子の活動を妨げない「妊活対応」の性交用潤滑ローション
　ゼリーの浸透圧とpHが精子の活動に適している。
　精子の受精能に関与が報告されているカルシウムイオン、マグネシウムイオン配合

・セルフシリンジ法キット　Timing Aid (タイミングエイド)
　精液を自分で膣に注入するためのセルフシリンジ法キット
　EDや膣内射精障害、性交痛の人の妊活をサポート

・前進運動精子セルフチェッカー Swim Count(スイムカウント)
　前進運動精子濃度を確認しWHOの基準値と比較できる精子のセルフチェッカー
　妊娠しやすい動きの良い精子（前進運動精子）の濃度を確認できる。

### 業務用製品
- シュリンクフィルム
- 水冷ポリエチレン
- バイオプループバック

## サガミオリジナル宣伝大使
相模ゴムの代表的商品「サガミオリジナル」のPRとコンドームの啓蒙活動を行う。例年12月に選出され、12月24日前後に雑誌編集部などのメディアや専門店を回るキャラバンを行っている。コロナ禍である2020年、2021年はオンラインで行われた。若年層へのアピールのため、歴代の宣伝大使はグラビアアイドルから選出されている。
1. 相澤仁美（2009年）[10]
2. 谷桃子（2010年）
3. 阿部真理（2011年）
4. 木口亜矢（2012年）
5. 戸田れい（2013年）
6. KONAN（2014年）
7. 今野杏南（2015年）[10]
8. 青山ひかる（2016年）[10]
9. 伊藤しほ乃（2017年）
10. 橋本梨菜&森咲智美（2018年）[10]
11. 忍野さら（2019年）[10]
12. 清水あいり（2020年）[10]
13. ちとせよしの（2021年）[10]
14. 高梨瑞樹（2022年）[10]
15. 風吹ケイ（2023年）[10]
16. 鈴木聖（2024年）[10]

## サガミオリジナル20th PROJECT バンド「originals」
2019年1月10日、「sagami original」シリーズの誕生20周年を記念して、新プロジェクト「あっちゅーまやねん、人生。」が始動。作詞作曲は川谷絵音が手がけ、同プロジェクトのために結成されたスペシャルバンドoriginals（オリジナルズ）が演奏するプロジェクトソング「あっちゅーまやねん、人生。」のミュージックビデオが同年1月14日に公開された。
プロジェクト「あっちゅーまやねん、人生。」は「自分の正直な気持ちを伝えにくくなってきているこの社会において、怖がらないで自分の気持ちを正直に伝えるべきではないだろうか」というプロジェクトの趣旨を元に制作。MVにはメンバーのほか、作家の乙武洋匡、元プロ野球選手の森本稀哲、ジャーナリストの堀潤、女優・モデルの美元、イベントプロデューサーの小橋賢児など総勢20人が出演した。

### メンバー
- コレサワ（1992年5月19日 - ） - ボーカル
- ROLLY（1963年9月6日 - ） - ギター
- ウエノコウジ（1968年3月27日 - ） - ベース
- 加藤茶（1943年3月1日 - ） - ドラムス

### ディスコグラフィー

#### 配信限定シングル
|     | 発売日        | タイトル                   |
| --- | ------------- | -------------------------- |
| 1st | 2019年2月13日 | あっちゅーまやねん、人生。 |